# Acantheremus elegans
Acantheremus elegans är en insektsart som beskrevs av Heinrich Hugo Karny 1907. Acantheremus elegans ingår i släktet Acantheremus och familjen vårtbitare. Inga underarter finns listade i Catalogue of Life.